# Wólka Wielbarska
Wólka Wielbarska (deutsch Wolka, 1938 bis 1945 Georgsheide) ist ein untergegangener Ort in der polnischen Woiwodschaft Masowien innerhalb der Stadt-und-Land-Gemeinde Chorzele im Powiat Przasnyski.

## Geographische Lage
Die Ortsstelle Wólka Wielbarska liegt 350 Meter südlich des Omulefflusses (polnisch Omulew) im äußersten Norden der Woiwodschaft Masowien, 24 Kilometer südlich der einstigen Kreisstadt Szczytno (deutsch Ortelsburg). Der Flusslauf des Omulef bildet heute die Grenze zwischen den Woiwodschaften Ermland-Masuren und Masowien.

## Geschichte
Das vor 1785 Wolken genannte Dorf bestand in seinem Ursprung lediglich aus ein paar kleinen Höfen. Im Jahre 1874 wurde die Landgemeinde Wolka in den neu errichteten Amtsbezirk Groß Piwnitz (polnisch Piwnice Wielkie) eingegliedert, der – 1938 in „Amtsbezirk Großalbrechtsdort“ umbenannt – zum ostpreußischen Kreis Ortelsburg gehörte.
Im Jahre 1910 waren in Wolka 148 Einwohner gemeldet, im Jahre 1925 waren es 169.
Am 1. Oktober 1938 schlossen sich Wolka und Rohrdorf (polnisch Trzcianka) zur neuen Landgemeinde Rohrdorf zusammen., und am 3. Juni – amtlich bestätigt am 16. Juli – 1938 wurde Wolka aus politisch-ideologischen Gründen der Abwehr fremdländisch klingender Ortsnamen in „Georgsheide“ umbenannt.
In Kriegsfolge kam Wolka/Georgsheide 1945 mit dem gesamten südlichen Ostpreußen zu Polen. Der Ort erhielt die polnische Namensform „Wólka Wielbarska“ (der Zusatz verweist auf die geographische Nähe zur Stadt Wielbark in der Woiwodschaft Ermland-Masuren). Heute ist die Ortsstelle verwaist, genauso wie die des Nachbarorts  Trzcianka (Rohrdorf). Sie liegt im Gebiet der Stadt- und Landgemeinde Chorzele im Powiat Przasnyski, bis 1998 der Woiwodschaft Ostrołęka, seither der Woiwodschaft Masowien zugeordnet.

## Kirche
Bis 1945 war Wolka resp. Georgsheide kirchlich zur Stadt Willenberg (Wielbark) hin orientiert: zur dortigen evangelischen Kirche in der Kirchenprovinz Ostpreußen der Kirche der Altpreußischen Union sowie zur römisch-katholischen Pfarrkirche der Stadt im Bistum Ermland.

## Verkehr
Wólka Wielbarska ist nur noch für Ortskundige auf Land- und Waldwegen von Wielbark aus über Sędrowo (Sendrowen, 1938 bis 1945 Treudorf) in Richtung des ebenfalls wüsten Ortes Trzcianka (Rohrdorf) zu erreichen.